# Никос Тзавелас
Николаос (Никос) Тзавелас (на гръцки: Νικόλαος (Νίκος) Τζαβέλας (Τζαβέλλας)) е гръцки офицер и революционер, капитан на гръцка андартска чета в Източна Македония.

## Биография
Никос Тзавелас е роден през 1881 година в Станимака, тогава в Източна Румелия, днес в България. Произхожда от видната сулиотска фамилия Тзавелас. През 1897 година година участва в Гръцко-турската война като офицер. След 1904 година се включва в гръцката пропаганда в Македония и действа заедно със Стерьос Влахвеис и Насиос Кипурос.
Продължава военната си кариера през Балканските войни (1912-1913), а по време на втората Гръцко-турска война (1919-1922) е с чин полковник. Загива в битката при Кале Грото, в началото на голямата битка при Санкария, на 15 август 1921 година.